# William Gibson (calciatore 1898)
William Gibson (Larkhall, 21 luglio 1898 – ...) è stato un allenatore di calcio e calciatore scozzese, di ruolo centrocampista.

## Biografia
Il padre di Gibson, Neil, ed i fratelli Neil e Jimmy, furono tutti calciatori.

## Carriera[1]

### Calciatore
Iniziò la carriera agonistica nel sodalizio scozzese dell'Ayr United prima di trasferirsi in Inghilterra al Newcastle United. Con i Magpies vinse una FA Cup ed un campionato inglese nella stagione 1926-1927.

### Allenatore
Ha allenato il Queen's Park FC per 17 anni, di cui quattro in massima serie scozzese.

## Palmarès

### Giocatore

#### Competizioni nazionali
- Coppa d'Inghilterra: 1

Newcastle Utd: 1924
- Campionato inglese: 1

Newcastle Utd: 1926-1927

### Allenatore

#### Competizioni nazionali
- Scottish Championship: 1

Queen's Park: 1955-1956